# Spergula
Spergula és un gènere amb cinc espècies, pertanyents a la família Caryophyllaceae. Es troben en camps d'herbes, el gènere és original de l'Hemisferi Nord, però actualment s'ha estès pel món.

## Taxonomia
- Spergula arvensis L.
- Spergula calva Pedersen
- Spergula depauperata Pedersen
- Spergula fallax (Lowe) E.H.L.Krause
- Spergula grandis Pers.
- Spergula levis (Cambess.) D. Dietr.
- Spergula maritima Pedersen
- Spergula morisonii Boreau
- Spergula pentandra L.
- Spergula platensis (Cambess.) Shinners
- Spergula ramosa (Cambess.) D. Dietr.
- Spergula rubra J. Presl & C. Presl
- Spergula viscosa Lag.